# Соскис, Джанет
Джанет Соскис (англ. Janet Martin Soskice, род. 16 мая 1951, Ванкувер, Британская Колумбия) — римско-католический богослов и философ английского происхождения. Соскис получила образование в Сомервиль-колледже Оксфордского университета. Она профессор философского богословия и член колледжа Иисуса в Кембриджском университете. Её богословские и философские работы касались роли женщин в христианстве, религиозного языка и отношений между наукой и религией.
В её книге «Сёстры Синая» подробно описана история открытия сирийского Синайского палимпсеста Агнес и Маргарет Смит. Соскис также написала, что стала религиозной после очень «драматического, но банального» религиозного опыта.

## Труды

### Книги
- Metaphor and Religious Language. — Oxford : Oxford University Press, 1985. — ISBN 978-0-19-824727-2.
- The Kindness of God: Metaphor, Gender, and Religious Language. — Oxford : Oxford University Press, 2007. — ISBN 978-0-19-154433-0.
- The Sisters of Sinai: How Two Lady Adventurers Discovered the Hidden Gospels. — New York : Alfred A. Knopf, 2009. — ISBN 978-1-4000-4133-6.

### Редактировала
- Fields of Faith: Theology and Religious Studies for the Twenty-First Century. — Cambridge, England : Cambridge University Press, 2005. — ISBN 978-0-511-48840-5.